# Zürs
Zürs è una frazione del comune di Lech, in Austria, di 154 abitanti, situata a 1 717 m s.l.m.
È una importante stazione sciistica facente parte del comprensorio dell'Arlberg.
L'abitato è situato sul versante che scende verso Lech del Flexen Pass, che, dalla parte opposta, lo collega con Stuben. È luogo di importanti competizioni sciistiche, tra cui il circuito sciistico der Weiße Ring (in inglese: The White Ring).

## Lo sviluppo del turismo alpino
Inizialmente, in questa zona d’alta montagna, alcuni contadini erano privi di una strada d'accesso e vivevano in condizioni difficili, spesso esclusi dal mondo esterno. Con la costruzione della strada sul Flexenpass, nel 1897 il villaggio fu collegato alla rete stradale.

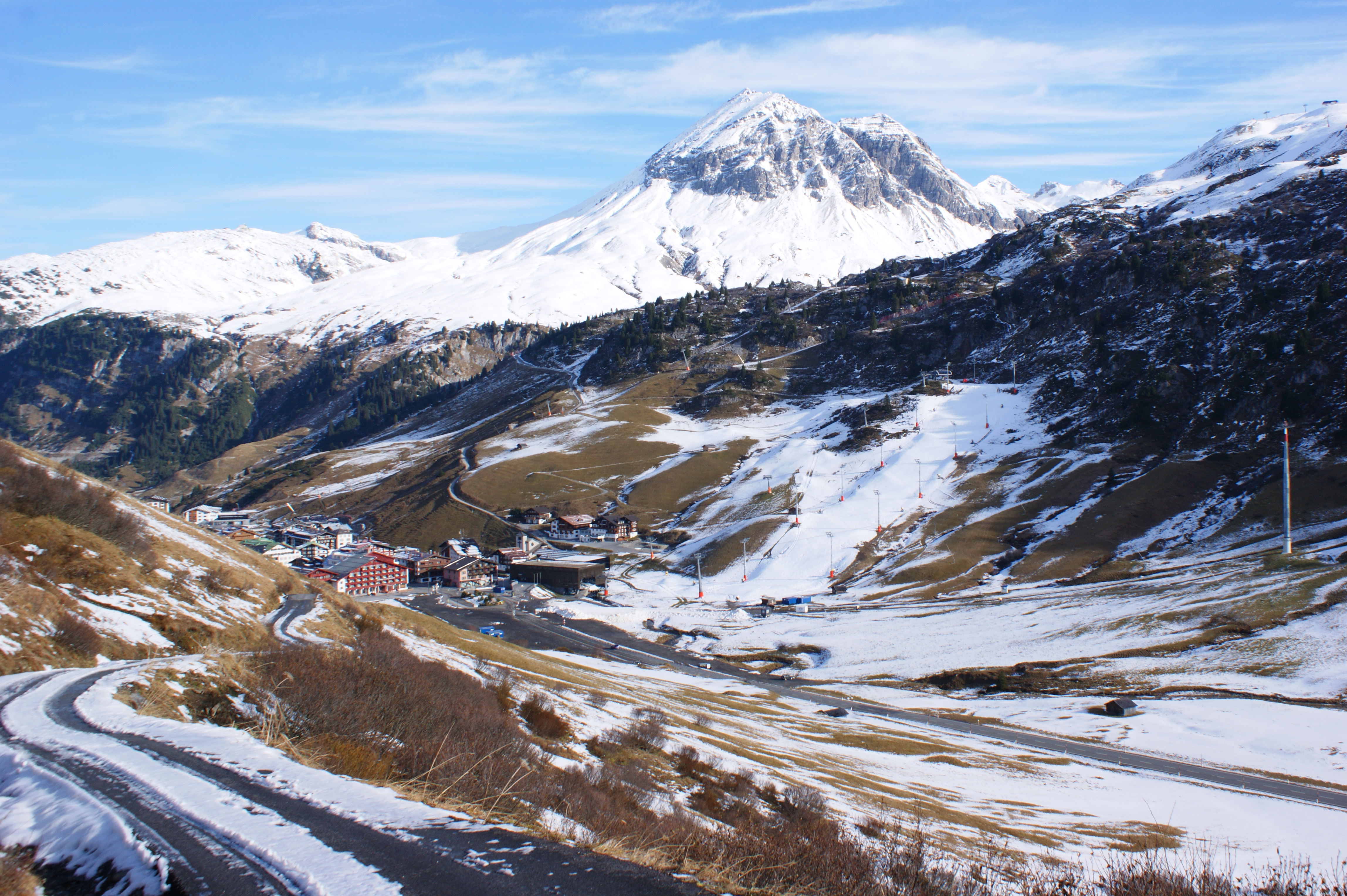
Vista sulla montagna Rüfispitze (in mezzo) e la frazione Zürs.

Già nel 1846, la locanda "Zürsch" era menzionata negli scritti. Dopo la chiusura, la locanda fu riaperta nel 1906 con il nome di "Edelweiß”.
Nel 1897, la famiglia Vonbank ricevette una sovvenzione annuale di 200 fiorini dallo stato del Vorarlberg per mantenere la casa "Alpenrose" aperta ai turisti per tutto l'anno.
Grazie alla costruzione della Flexenstraße (1895-1897), la stazione di sport invernali di Zürs divenne sempre più popolare tra gli sciatori. Tra il 1923 e il 1931 vennero costruiti a Zürs altri hotel e pensioni. Nel 1938, il villaggio aveva già 500 letti per gli ospiti.
Il primo corso di sci per i locali fu tenuto nel 1906 dal pioniere dello sci Viktor Sohm (* 1869; † 1960) di Bregenz, e altri pionieri della zona del Lago di Costanza scoprirono presto l'Arlberg e la zona intorno al passo Flexenpass come area sciistica. Il turismo organizzato a partire dall'inverno 1923/24 fece sì che il villaggio fiorisse. Venne allora offerto il primo corso di sci di gruppo per gli ospiti.
Il pioniere austriaco dello sci Sepp Bildstein costruì la prima sciovia a T per gli sciatori in collaborazione con Emil Doppelmayr. Nel 1937 è stato costruito il primo ascensore di superficie dell'Austria sulla pista di pratica a Zürs. La nuova conquista tecnica interessò immediatamente gli sciatori e una seconda sciovia di superficie fu costruita a Lech sul monte Schlegelkopf durante la Seconda guerra mondiale. Il forte sviluppo dell'area sciistica di Lech e Zürs è iniziato negli anni 50, con la costruzione delle seggiovie. Nel 1951, sono iniziate le operazioni di sollevamento sul monte Kriegerhorn. Nel 1957, la cabinovia Rüfikopf fu messa in funzione, creando così un collegamento sciistico tra Lech e Zürs. Grazie a questo nuovo impianto di risalita, fu creato anche il famoso circuito sciistico "der Weiße Ring", che attraversa i comuni Lech, Zürs, Zug e Oberlech.

## Cultura
Il lungometraggio Peter spara all'uccello (1959) con Peter Alexander è stato girato qui. Nel 2018, a Zürs è stato realizzato il giallo della ORF Das letzte Problem (L'ultimo problema), diretto da Karl Markovics.

## Impianti di risalita e funivie
Gli impianti di risalita di Zürs sono stati costruiti dai costruttori Doppelmayr, Leitner, Vöest-Alpine, Girak e Garaventa.
| Nome         | Anno di costruzione | Sistema | Altitudine stazione di partenza | Altitudine stazione d'arrivo | Lunghezza | Capacità [persone/h] | Periodo invernale | Periodo estivo |
| ------------ | ------------------- | ------- | ------------------------------- | ---------------------------- | --------- | -------------------- | ----------------- | -------------- |
| Baby Lift    | 1999                | 1-SL    | 1.724 m                         | 1.799 m                      | 270 m     | 600                  | in servizio       | chiuso         |
| Hexenboden   | 2005                | 6-CLD/B | 1.712 m                         | 2.243 m                      | 1.569 m   | 2400                 | in servizio       | chiuso         |
| Madloch      | 2021                | 6-CLD/B | 2.161 m                         | 2.446 m                      | 1.520 m   | 2.180                | in servizio       | chiuso         |
| Muggengrad   | 2009                | 6-CLD/B | 2.150 m                         | 2.440 m                      | 957 m     | 2.020                | in servizio       | chiuso         |
| Seekopf      | 1986/99             | 4-CLD/B | 1.698 m                         | 2.212 m                      | 1.508 m   | 2.400                | in servizio       | in servizio    |
| Trittalp     | 2003/06             | 6-CLD/B | 1.879 m                         | 2.166 m                      | 888 m     | 2.600                | in servizio       | chiuso         |
| Trittlopf I  | 2016                | 10-MGD  | 1.724 m                         | 2.227 m                      | 1.875 m   | 2.400                | in servizio       | chiuso         |
| Trittkopf II | 2016                | 10-MGD  | 2.227 m                         | 2.420 m                      | 938 m     | 1.200                | in servizio       | chiuso         |
| Übungshang   | 2015                | 6-CLD/B | 1.713 m                         | 1.825 m                      | 358 m     | 2.400                | in servizio       | chiuso         |
| Zürsersee    | 1989                | 4-CLD/B | 1.720 m                         | 2.211 m                      | 1.546 m   | 2.400                | in servizio       | chiuso         |